# مريديث إدواردز (مغنية)
مريديث إدواردز (بالإنجليزية: Meredith Edwards)‏ هي مغنية وكاتبة غنائية أمريكية، ولدت في 15 مارس 1984 في كلينتون في الولايات المتحدة.

## وصلات خارجية
- مريديث إدواردز على موقع IMDb (الإنجليزية)
- مريديث إدواردز على موقع ميوزك برينز (الإنجليزية)
- مريديث إدواردز على موقع ديسكوغز (الإنجليزية)